# JR九州リゾート開発
JR九州リゾート開発株式会社（ジェイアールきゅうしゅうリゾートかいはつ）は福岡県飯塚市に本社を置く、JR九州グループの子会社。
ゴルフ場（JR内野カントリークラブ）を経営する。

## 沿革
- 1989年（平成元年）5月12日 - 設立。